# 땅콩 소스
땅콩 소스는 땅콩을 넣어 만든 소스이다.

## 종류와 쓰임새

### 동아시아
중국에서는 땅콩 소스를 춘빙이나 훠궈 등 요리에 곁들이는 딥으로 쓰거나, 간반몐이나 단단몐 등 국수 요리에 사용한다.
한국식 중국 요리인 중국냉면은 땅콩 소스와 겨자장을 곁들여 먹는다.
일본식 중국 요리인 탄탄멘에도 땅콩 소스가 들어간다.

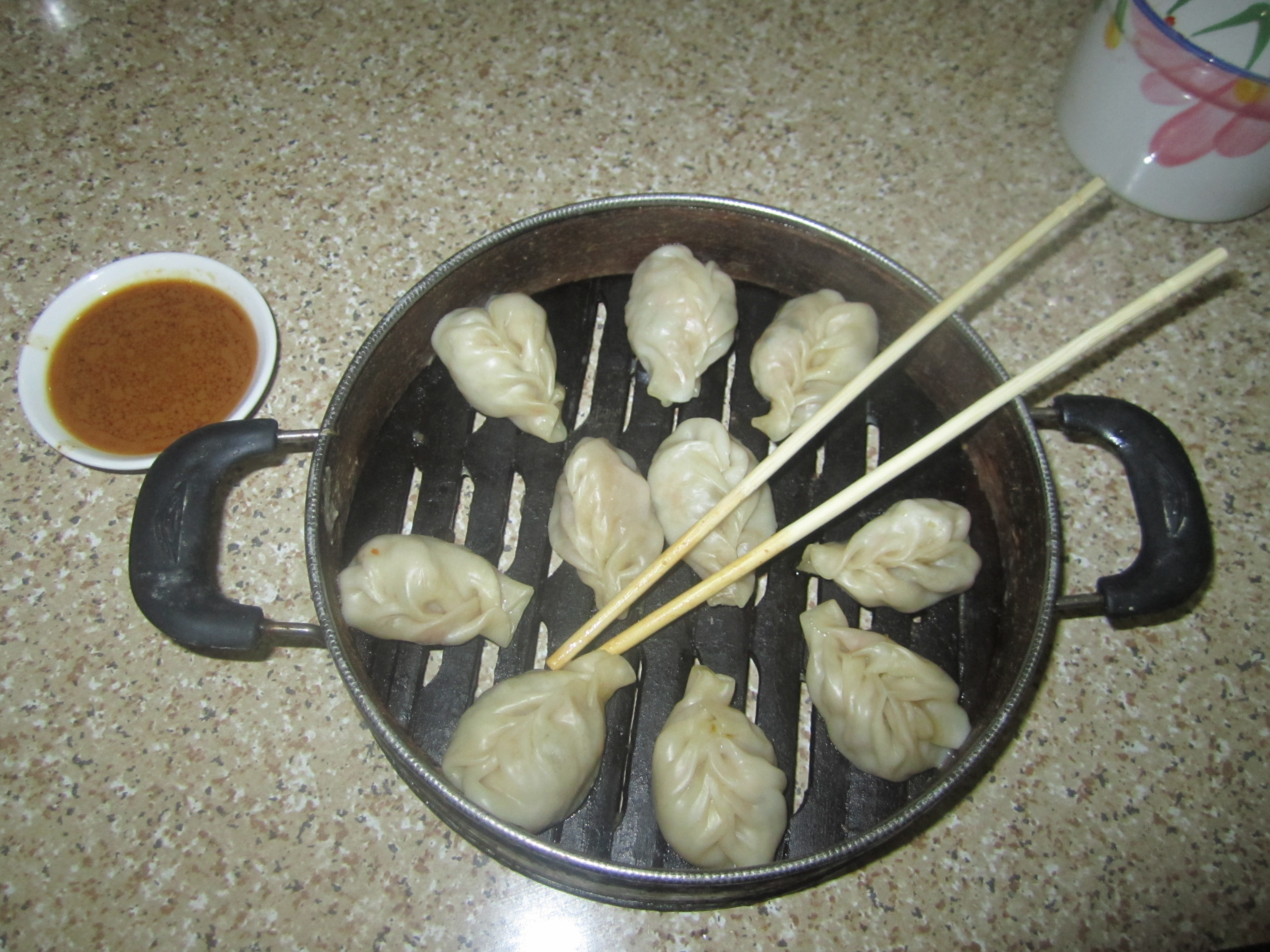
자오쯔와 땅콩 소스
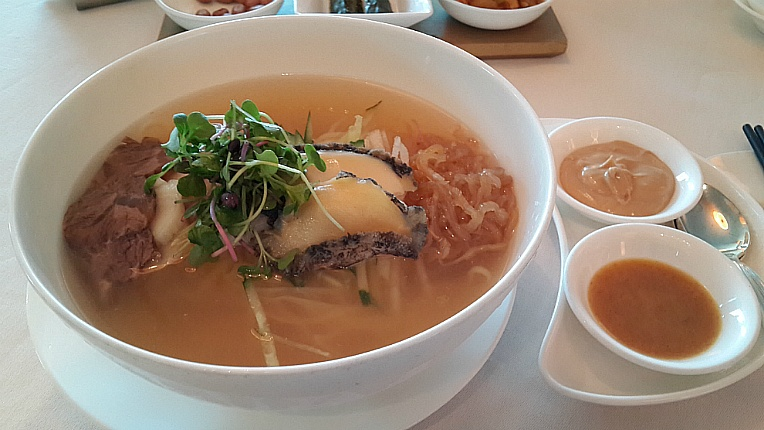
중국냉면과 땅콩 소스, 겨자장
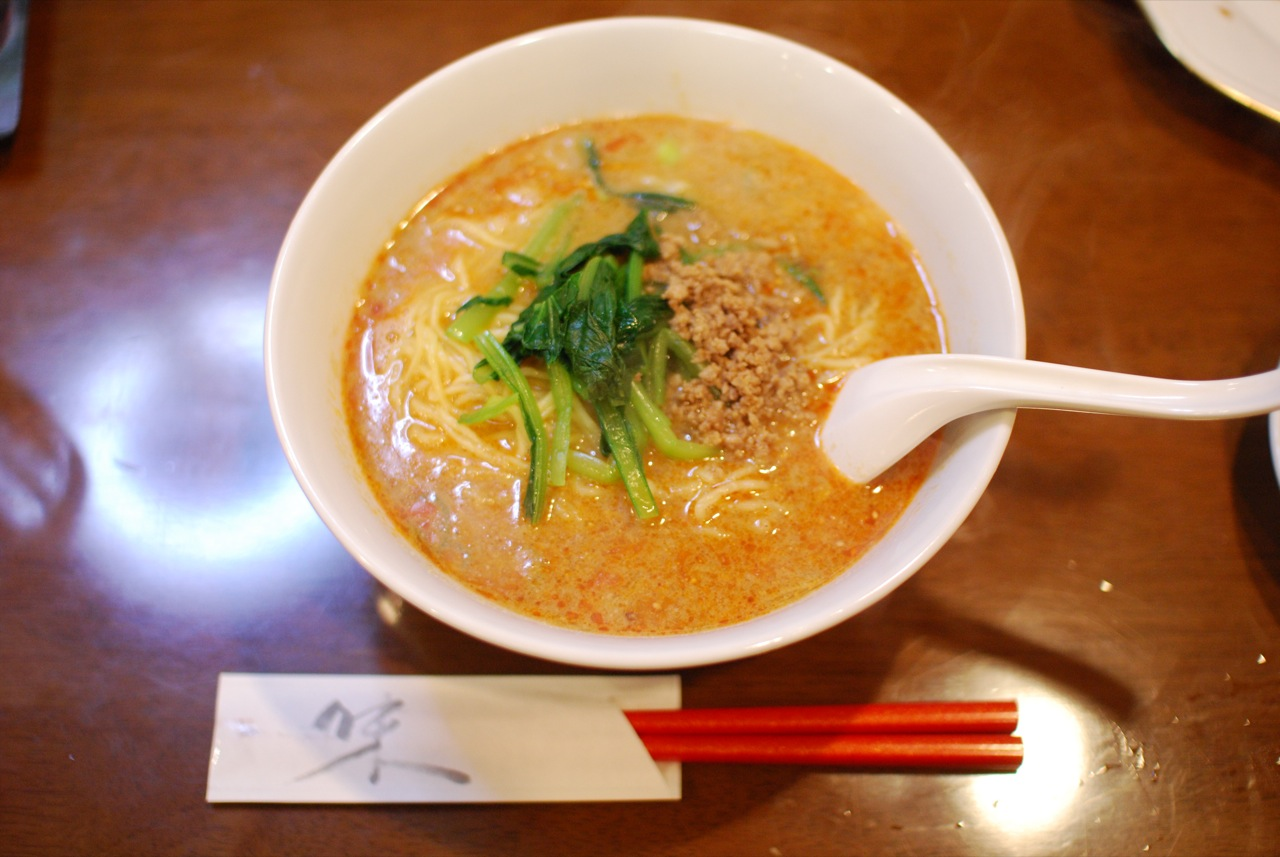
땅콩 소스를 넣어 만든 탄탄멘

### 동남아시아
베트남에서는 땅콩 소스를 뜨엉 더우퐁(베트남어: tương đậu phộng→땅콩 장)이라 부르며, 주로 고이 꾸온이나 보삐어, 짜 조 등 여러 가지 롤을 찍어 먹는 딥에 쓴다.
인도네시아·말레이시아·싱가포르에서는 사테 소스가 붐부 카창(인도네시아어·말레이어: bumbu kacang→콩 소스)이라 불린다. 묽은 땅콩 소스는 쿠아 카창(kuah kacang)이라 불리고, 땅콩 삼발은 삼발 카창(sambal kacang)이라 불린다.
인도네시아에서는 사테, 가도가도, 크토프락, 프츨 등 여러 가지 요리에 땅콩 소스를 사용하는데, 요리에 따라 채소 등을 양념할 때 쓰기도 하고 샐러드 드레싱으로 쓰거나 딥으로 내기도 한다.
싱가포르에서는 비훈(얇은 쌀국수) 요리인 사테 비훈을 만들 때도 땅콩 소스가 사용된다.
필리핀에서는 카레카레를 만들 때 땅콩 소스로 맛을 낸다.

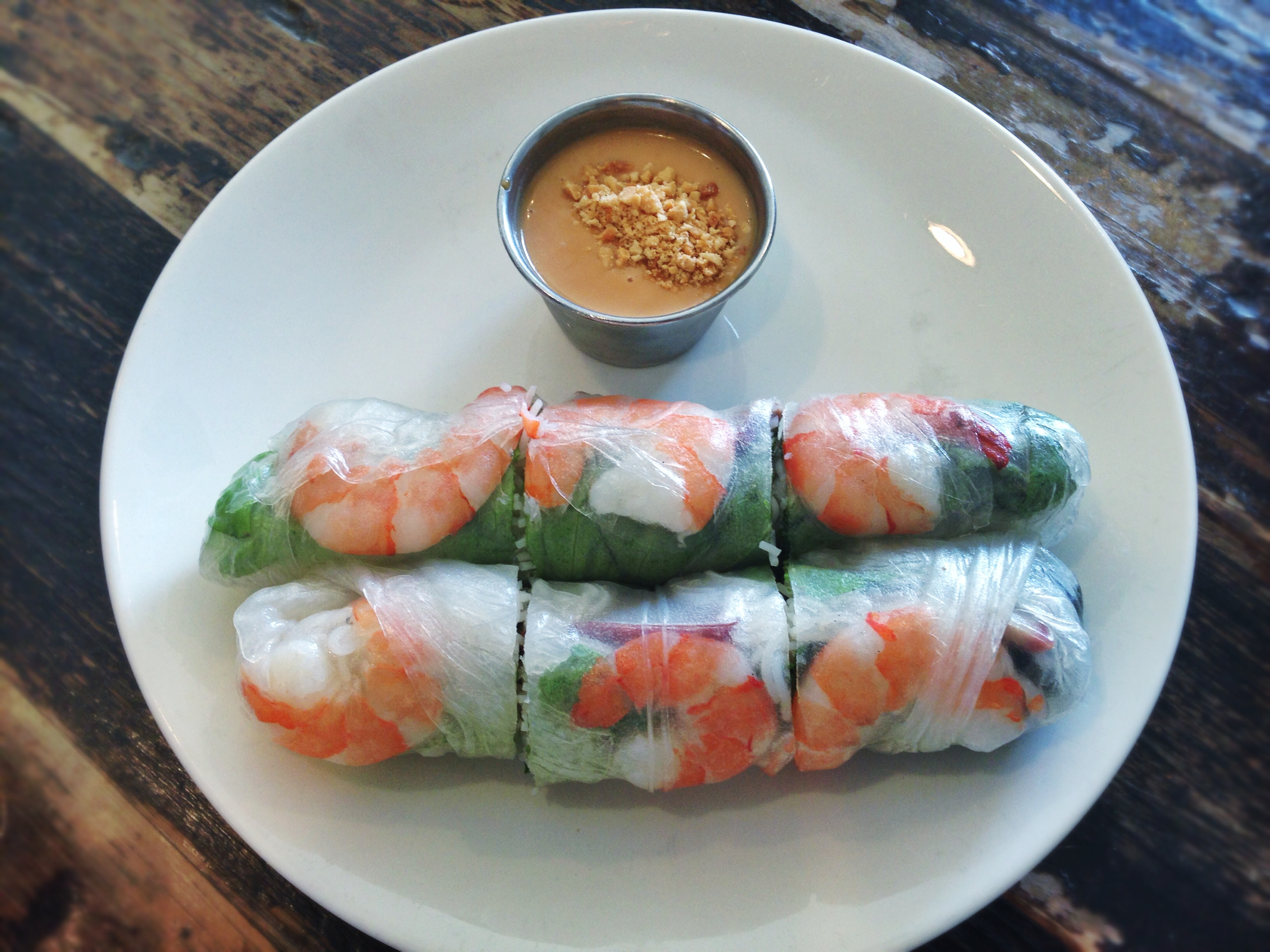
고이 꾸온과 땅콩 소스
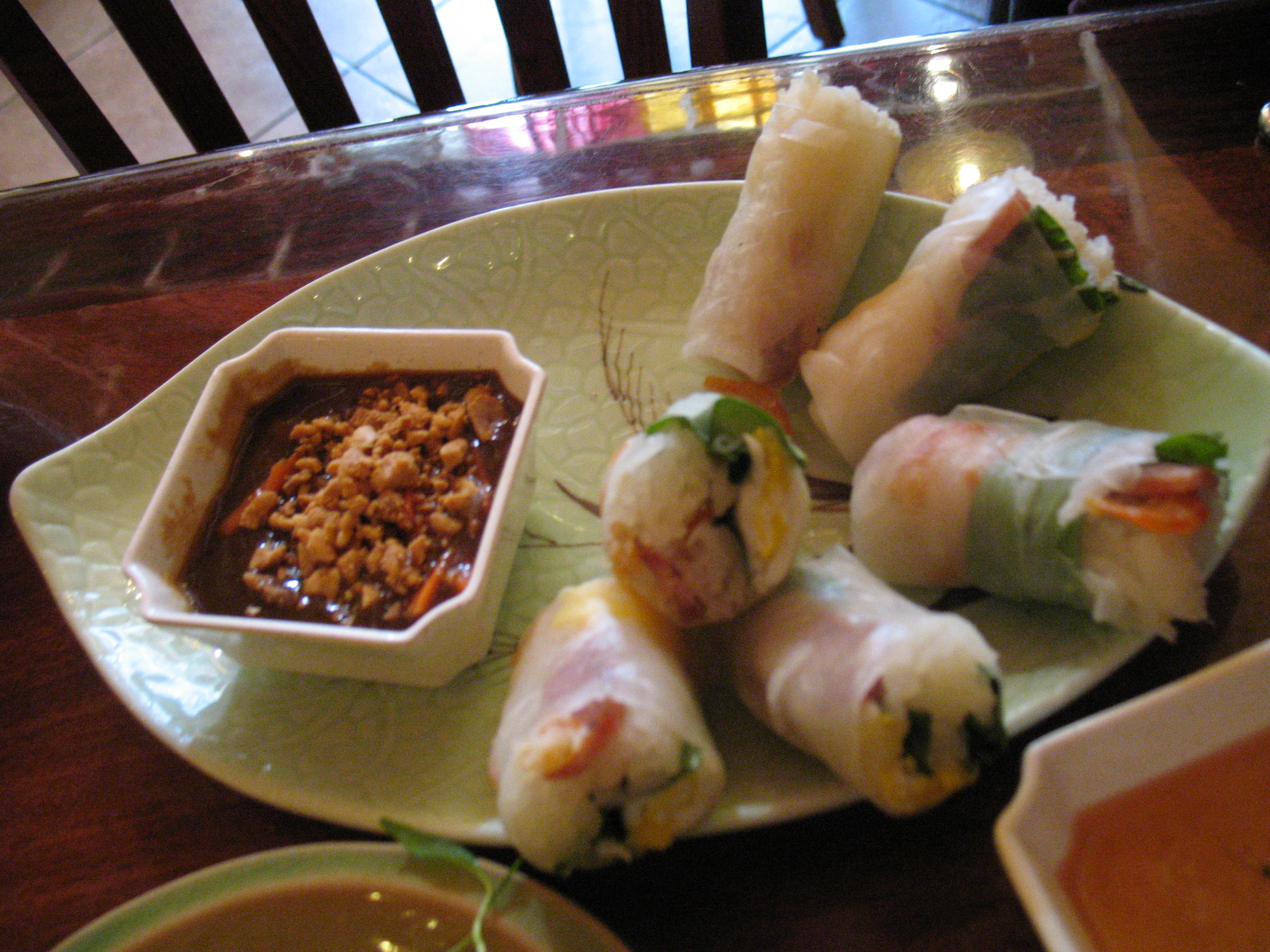
보삐어와 땅콩 소스
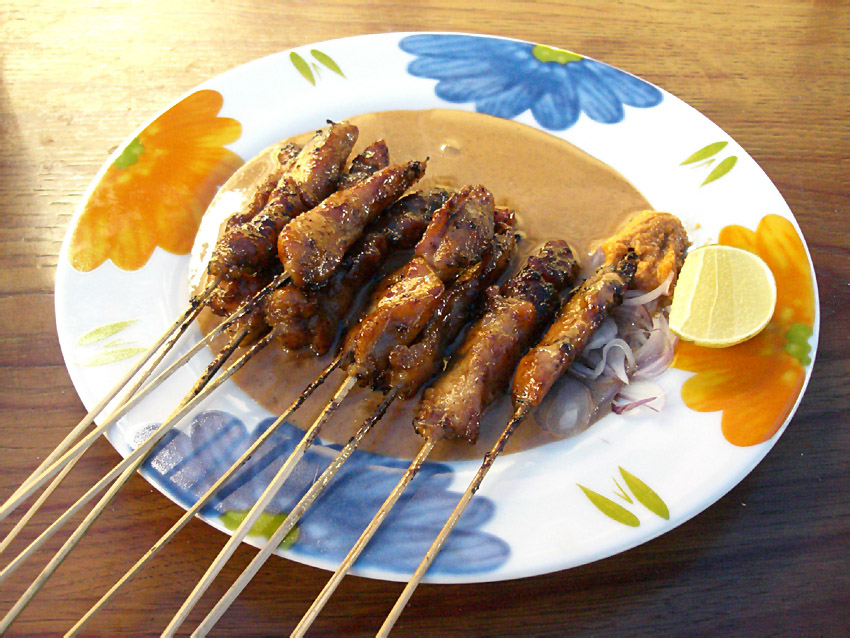
사테 소스를 곁들인 사테
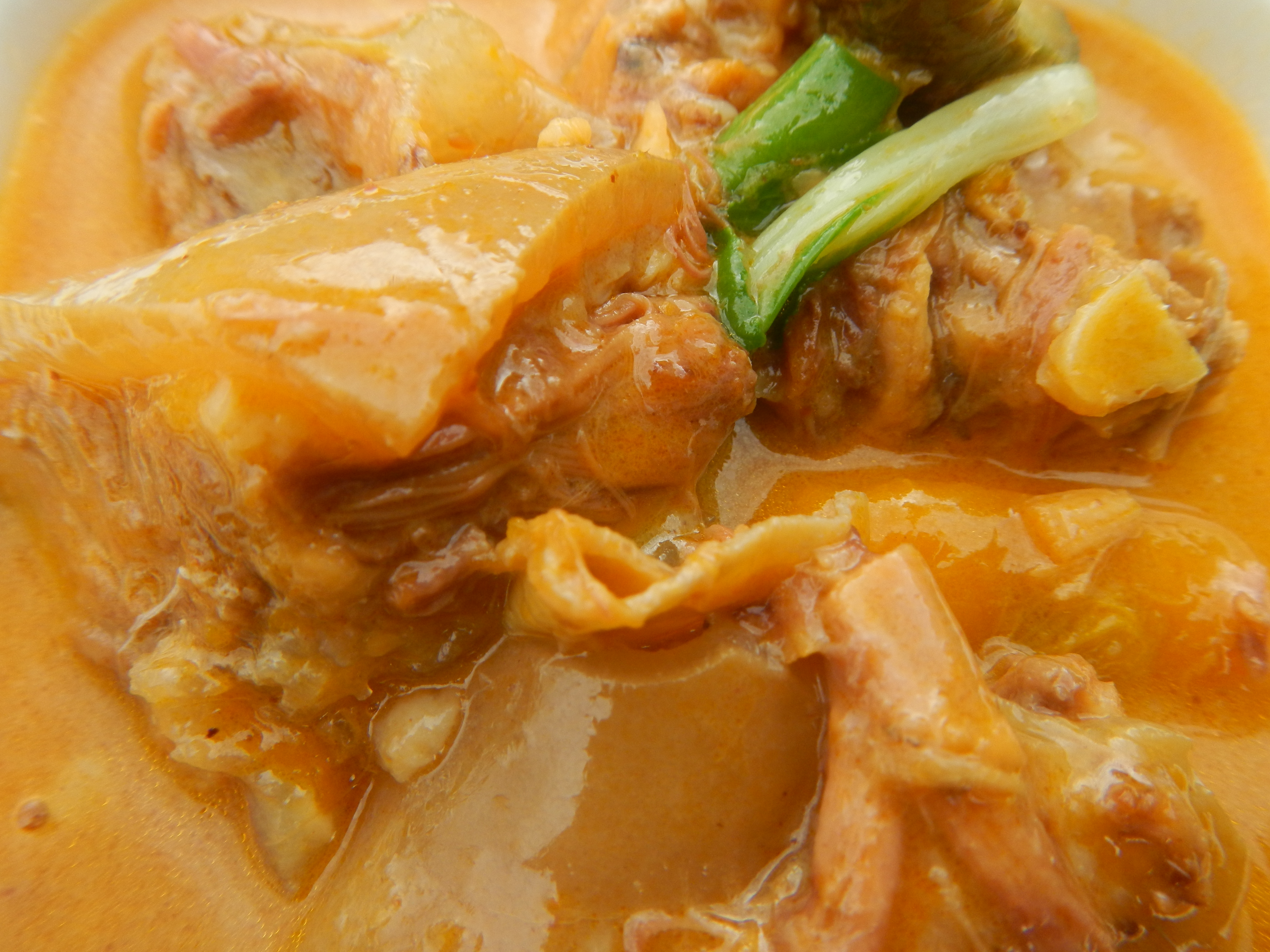
카레카레

### 남아시아
남인도에서는 아침밥으로 이들리나 도사 등에 향신료가 첨가된 땅콩 차트니를 곁들여 먹는다. 안드라프라데시의 팔리 차트니(텔루구어: పల్లి పచ్చడి)와 타밀나두의 카달라이 차트니(타밀어: கடலை சட்னி) 등이 유명하다.

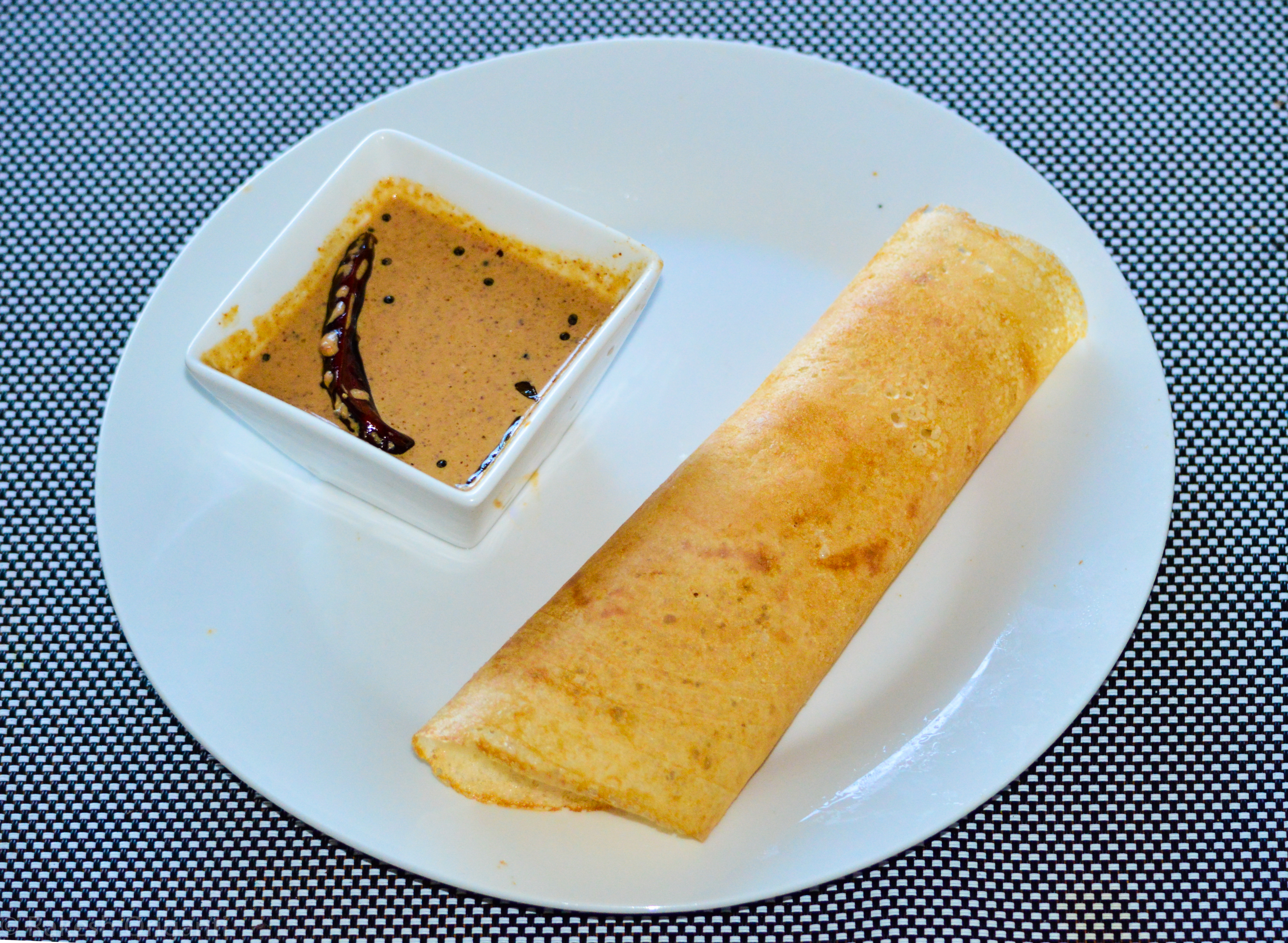
도사와 땅콩 차트니
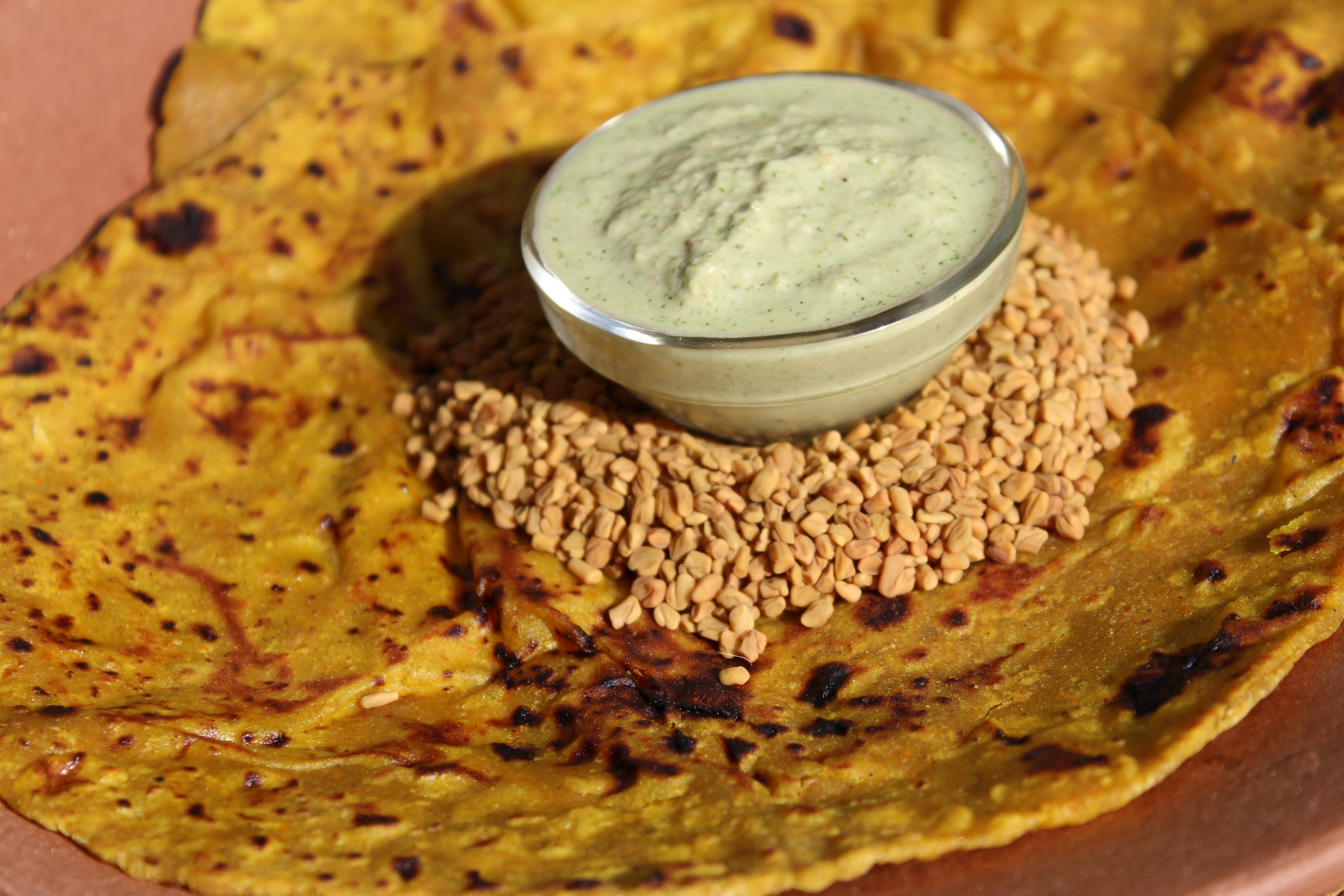
바크리와 땅콩 차트니
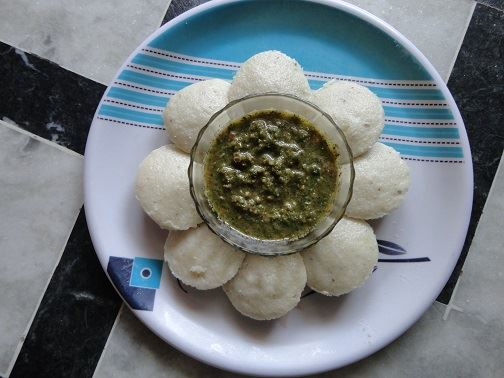
이들리와 민트 땅콩 차트니

### 유럽
네덜란드에서는 사테크로컷 같은 인도네시아-네덜란드 퓨전 요리 외의 일반적인 네덜란드 요리에도 사테 소스가 흔히 쓰인다. 바게트를 비롯한 빵이나 오이 등의 채소, 감자튀김 등을 찍어먹는 딥으로 땅콩 소스가 쓰이며, 특히 감자튀김에 마요네즈와 땅콩 소스를 곁들여 내는 패스트푸드는 파탓 오를로흐(네덜란드어: patat oorlog→감자튀김 전쟁)라 부른다.

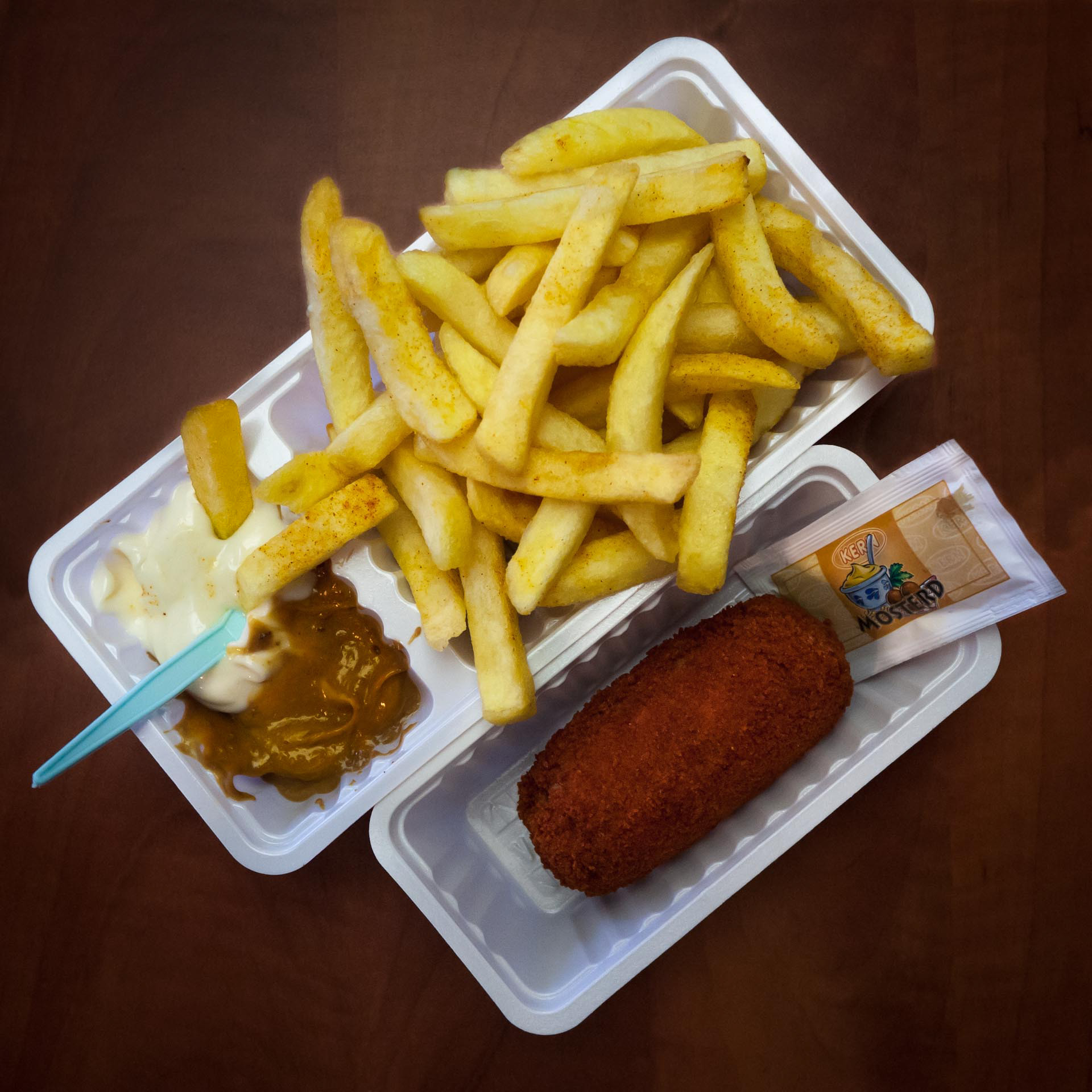
파탓 오를로흐

### 아프리카
서아프리카에서는 마페와 도모다 등 땅콩으로 만든 소스 또는 스튜가 소스 아라시드(sauce arachide)라 불린다.

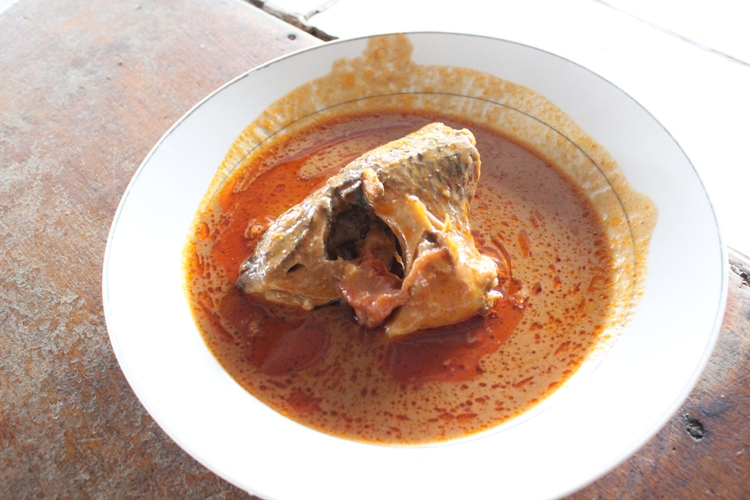
소스 아라시드
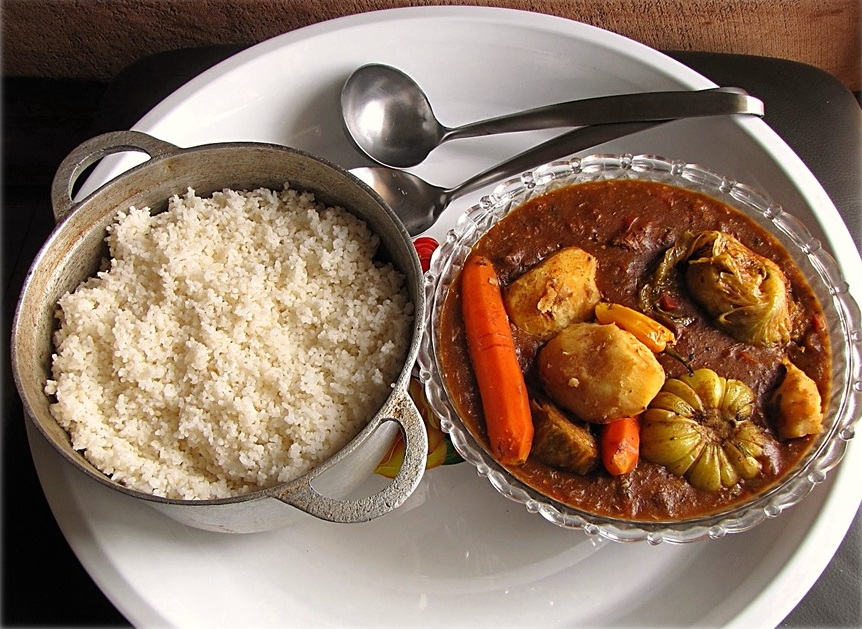
도모다
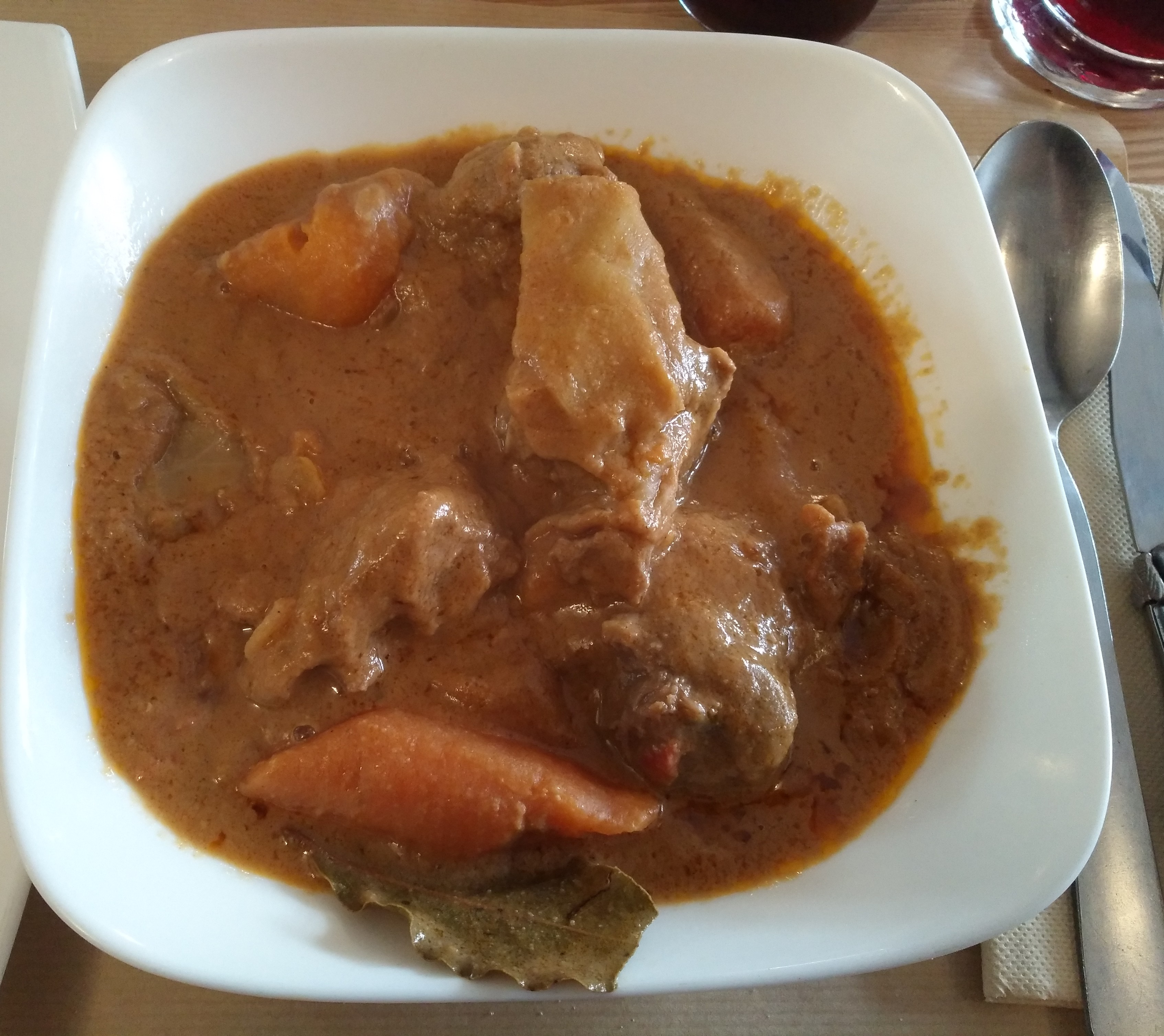
마페

## 같이 보기
- 땅콩기름
- 땅콩버터
- 참깨 소스